# عقرباويات البحر
عقرباويات البحر (الاسم العلمي: Scorpaenoidei) هي رتيبة من الأسماك تتبع طائفة الأسماك العظمية من شعبة الحبليات.

## فيالق
- (الاسم العلمي: Scorpaenoidea)
- (الاسم العلمي: Platycephaloidea)

## فصائل
- عقارب البحر (الاسم العلمي: Scorpaenidae)
- (الاسم العلمي: غداريات)
- (الاسم العلمي: Aploactinidae)
- (الاسم العلمي: Caracanthidae)
- (الاسم العلمي: حفيات)
- (الاسم العلمي: Eschmeyeridae)
- (الاسم العلمي: Gnathanacanthidae)
- (الاسم العلمي: Neosebastidae)
- (الاسم العلمي: Pataecidae)
- (الاسم العلمي: Sebastidae)
- (الاسم العلمي: Setarchidae)
- (الاسم العلمي: أسماك صخرية)
- (الاسم العلمي: Tetrarogidae)